# NGC 4514
NGC 4514 este o starburst galaxy⁠(d) situată în constelația Părul Berenicei. A fost descoperită în 13 martie 1785 de către William Herschel.